# SN 2005gb
SN 2005gb – supernowa typu Ia odkryta 22 września 2005 roku w galaktyce A011612+0047. W momencie odkrycia miała maksymalną jasność 19,40m.